# Thenkarai (Theni)
Thenkarai es una ciudad y nagar Panchayat situada en el distrito de Theni en el estado de Tamil Nadu (India). Su población es de 14838 habitantes (2011). Se encuentra a 15 km de Theni y a 75 km de Madurai.

## Demografía
Según el censo de 2011 la población de Thenkarai era de 14838 habitantes, de los cuales 7485 eran hombres y 7353 eran mujeres. Thenkarai tiene una tasa media de alfabetización del 72,85%, superior a la media estatal del 80,09%: la alfabetización masculina es del 81,92%, y la alfabetización femenina del 63,63%.